# Kærum Sogn

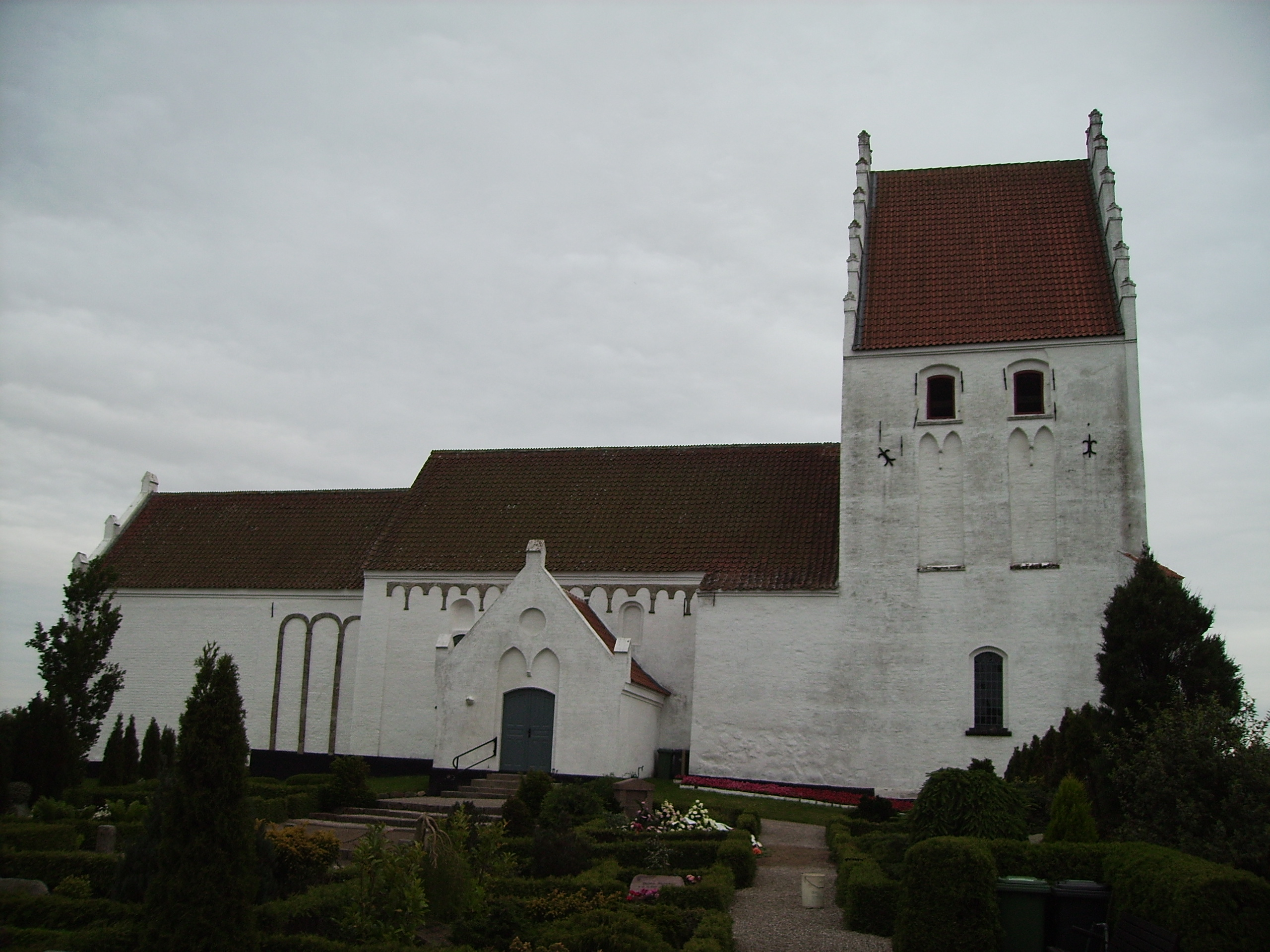
Kærum Kirke

Kærum Sogn ist eine Kirchspielsgemeinde (dän.: Sogn)
auf der Insel Fyn (dt.: Fünen)
im südlichen Dänemark. Bis 1970 gehörte sie zur Harde Båg Herred im damaligen Odense Amt, danach zur Assens Kommune im
Fyns Amt, die im Zuge der  Kommunalreform zum 1. Januar 2007 in der
„neuen“
Assens Kommune in der Region Syddanmark aufgegangen ist.
Im Kirchspiel leben 962 Einwohner (Stand: 1. Januar 2023).
Im Kirchspiel liegt die Kirche „Kærum Kirke“.
Nachbargemeinden sind im Nordwesten Assens Sogn, im Norden Gamtofte Sogn, im Nordosten Søby Sogn, im Osten Flemløse Sogn und im Süden Sønderby Sogn.